# فرانسیس دابوئه
فرانسیس دابوئه (انگلیسی: Frances Dafoe؛ ۱۷ دسامبر ۱۹۲۹ – ۲۳ سپتامبر ۲۰۱۶) اسکیت‌باز نمایشی اهل کانادا بود.